# Melissa Peperkamp
Melissa Peperkamp (Utrecht, 22 aprile 2004) è una snowboarder olandese, specializzata in slopestyle e big air.

## Biografia
Originaria di Utrecht e attiva in gare FIS dal novembre 2017, Melissa Peperkamp ha debuttato in Coppa del Mondo il 20 dicembre 2021, giungendo 21ª nel big air di Atlanta vinto dalla giapponese Reira Iwabuchi.
In carriera ha preso parte ad un'edizione dei Giochi olimpici invernali e a una dei Campionati mondiali di snowboard.

## Palmarès

### Giochi olimpici giovanili invernali
- 2 medaglie:
  - 1 argento (slopestyle a Losanna 2020)
  - 1 bronzo (big air a Losanna 2020)

### Mondiali juniores
- 1 medaglia:
  - 1 bronzo (big air a Leysin 2022)

### Coppa del Mondo
- Miglior piazzamento nella Coppa del Mondo generale di freestyle: 8ª nel 2022 e nel 2023
- Miglior piazzamento nella Coppa del Mondo di big air: 6ª nel 2023
- Miglior piazzamento nella Coppa del Mondo di slopestyle: 5ª nel 2022